# FC Eintracht Rheine
Der FC Eintracht Rheine (offiziell: Fußballclub Eintracht Rheine e. V.) ist ein Sportverein aus Rheine im Kreis Steinfurt. Der Verein hat ca. 860 Mitglieder in den Abteilungen Fußball und Tennis. Die erste Fußballmannschaft gehört seit dem Aufstieg im Jahre 2013 der fünftklassigen Oberliga Westfalen an. Darüber hinaus nahm der FC Eintracht einmal am DFB-Pokal teil.

## Geschichte

### Entstehung
Der FC Eintracht Rheine ist das Produkt zahlreicher Vereinsfusionen. Die Vorgängervereine lassen sich bis in das Jahr 1908 zurückverfolgen. Ältester Stammverein ist Borussia Rheine, die im Jahre 1928 Westfalenmeister wurde. Borussia fusionierte 1969 mit dem VfL Rheine zu Rot-Weiß Rheine. In der höchsten westfälischen Amateurliga spielten einst die Rheiner Vereine BV und SpVgg, die 1969 zum FC Rheine fusionierten. Am 27. Juni 1971 fusionierten Rot-Weiß und FC Rheine zum VfB Rheine. Dieser fusionierte am 10. Juni 1994 mit der SG Eintracht Rheine zum FC Eintracht Rheine. Die Frauenfußballabteilung spaltete sich am 10. März 1998 als FFC Heike Rheine ab.

### Sportliche Entwicklung
Der FC Eintracht startete in der Verbandsliga Westfalen 1, wo der VfB Rheine zuletzt spielte. Schon zwei Jahre später sicherte sich die Mannschaft mit elf Punkten Rückstand auf die TSG Dülmen die Vizemeisterschaft und traf in einem Entscheidungsspiel auf den Vizemeister der Parallelstaffel DSC Wanne-Eickel. Im neutralen Rhade setzte sich Wanne-Eickel mit 1:0 durch; wegen des Regionalligaabstiegs der zweiten Mannschaft von Wattenscheid 09 blieb das Spiel jedoch bedeutungslos. Zwei Jahre später gelang mit vier Punkten Vorsprung auf den SV Lippstadt 08 der Aufstieg in die damals viertklassige Oberliga Westfalen.
In der Oberliga erreichte die Eintracht zunächst durchgängig einstellige Tabellenplätze. Sportlicher Höhepunkt dabei war der dritte Platz in der Saison 2001/02 hinter den Amateurmannschaften von Borussia Dortmund und dem FC Schalke 04. Ein Jahr später gewann der FC Eintracht durch einen 2:1-Sieg über die Sportfreunde Siegen den Westfalenpokal und qualifizierte sich damit zum ersten und bislang einzigen Mal für den DFB-Pokal. In der ersten Runde traf die Eintracht auf den damaligen Zweitligisten VfB Lübeck. Nach torlosen 90 Minuten konnten die Lübecker vor 2856 Zuschauern in der Verlängerung mit 2:0 gewinnen.

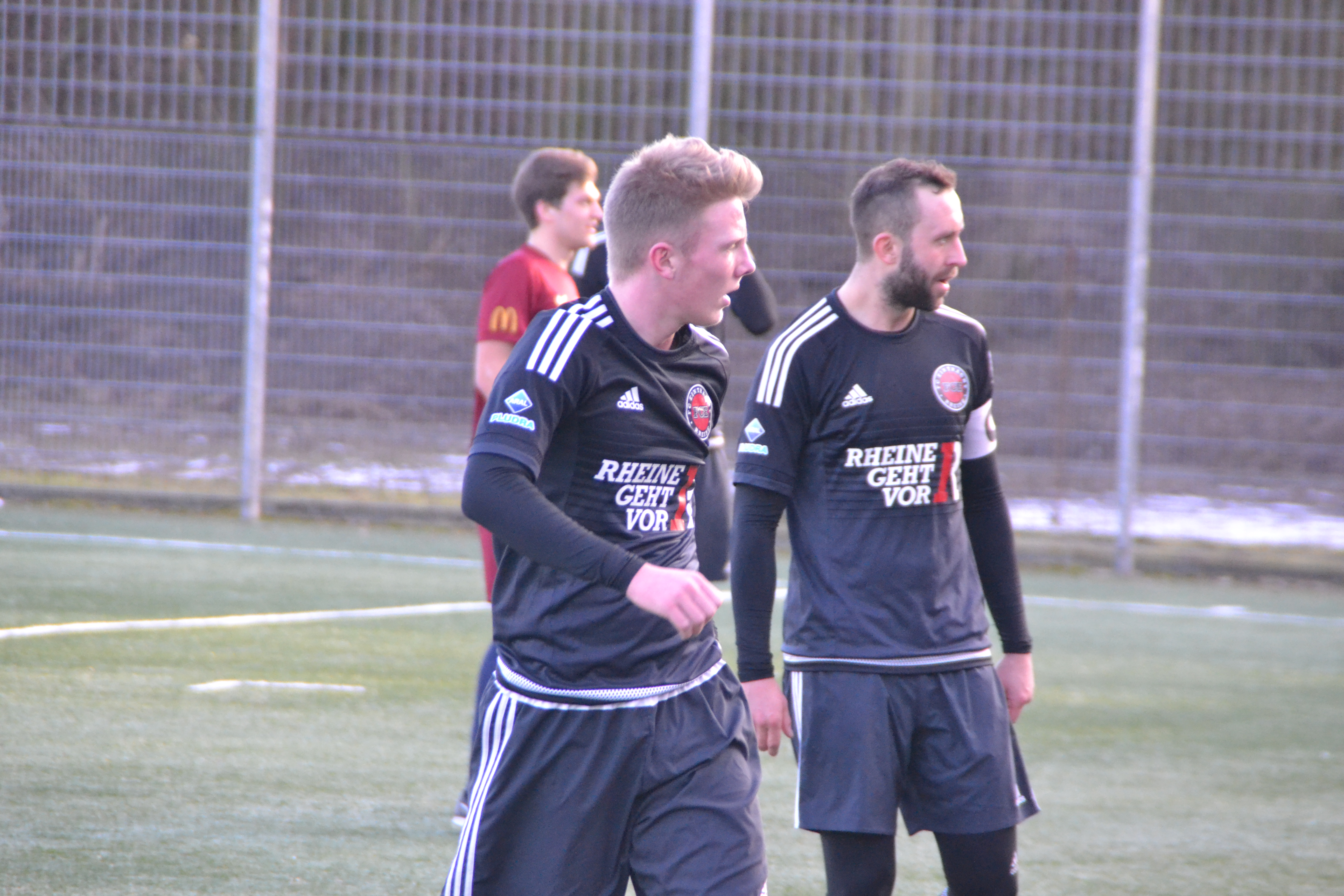
Colin van der Berg und Kevin Grewe im Winter 2017 bei einem Testspiel beim 1. FC Gievenbeck.

In der Oberliga rutschte der Verein ins Mittelmaß zurück. Am letzten Spieltag der Saison 2003/04 unterlag die Mannschaft bei den Amateuren von Arminia Bielefeld mit 0:8. Vier Jahre später wurde die Eintracht Fünfzehnter und verpasste dadurch die Qualifikation für die neu geschaffene NRW-Liga. Somit spielte der Verein in der nunmehr sechstklassigen Westfalenliga 1 weiter. Dort wurde die Eintracht in den Jahren 2009 und 2011 jeweils Vizemeister hinter dem SC Wiedenbrück 2000 bzw. dem TuS Dornberg. Zwei Jahre später wurde die Eintracht erneut Vizemeister, dieses Mal hinter dem SV Rödinghausen. Durch einen 3:0-Entscheidungsspielsieg gegen den FC Brünninghausen im neutralen Ascheberg schaffte die Eintracht den Aufstieg in die Oberliga.
Am ersten Spieltag der Oberligasaison 2013/14 sahen 3522 Zuschauer ein 1:1 gegen den Lokalrivalen SuS Neuenkirchen. Dies war gleichzeitig ein neuer Zuschauerrekord für die Oberliga nach der Wiedereinführung 2012. Der FC Eintracht konnte sich in der Folgezeit in der Oberliga etablieren. Während der Saison 2015/16 stand die Mannschaft in der Spitzengruppe der Oberliga, verzichtete aber auf vorzeitig auf einen Lizenzantrag für die Regionalliga. Im November 2016 übernahm Sebastian Kockmann von Markus Wersching, der aus familiären Gründen die Tätigkeit beendete, den Posten des sportlichen Leiters.

## „Rheine geht vor“
Ende Oktober 2015 hat der Vorstand sowie der Wirtschafts- und Finanzbeirat des FC Eintracht Rheine während einer Pressekonferenz die vereinseigene Initiative „Rheine geht vor“ vorgestellt. Unter dieser Plattform bündelt der Verein soziale Projekte, wie unter anderen eine Integration- sowie Inklusionsmannschaft, und stellt diese in einer eigenen Marke dar. Schirmherr ist der Bürgermeister der Stadt Rheine, Peter Lüttmann. Das Logo der Initiative ziert auch das Trikot der Oberliga-Mannschaft. Für die Aktion „Rheine geht vor“ hat der Verein 2016 den LWL Jugendpreis gewonnen.

## Frauenfußball
Die vom VfB eingebrachte Abteilung spielte in der Bundesliga und belegte in der Ära der zweigleisigen Bundesliga bis 1997 jeweils den vierten Platz. Der größte Erfolg wurde im Jahre 1997 erreicht, als die Mannschaft das Endspiel des DFB-Pokals erreichte. Hier unterlag die Mannschaft Grün-Weiß Brauweiler mit 1:3. Bekannteste Spielerin ist Kerstin Stegemann, die insgesamt 191 Länderspiele für die deutsche Nationalmannschaft bestritt und zweimal Weltmeisterin wurde.

## Persönlichkeiten
- Marius Bülter
- Nelson da Costa
- Monika Denker (geb. Boll)
- Marcus Fischer
- Lukas Frenkert
- Christian Greve
- Thomas Kruse (Trainer)
- Ousseni Labo
- Claudia von Lanken
- Julian Lüttmann
- Malte Nieweler
- Mario Plechaty
- Jürgen Prüfer (Trainer)
- Sandra Reisinger
- Philip Röhe
- Melanie Schmacher
- Manuela Schultealbert (geb. Schlamann)
- Kerstin Stegemann
- Petra Unterbrink
- Massih Wassey
- Nicole Werner

## Erfolge
- Westfalenpokalsieger 2003
- Aufstieg in die Oberliga Westfalen 1998, 2013
- In der Ewigen Tabelle der Oberliga Westfalen belegt die Eintracht den 3. Rang.
- DFB-Pokalfinalist der Frauen 1997

## Stadien
Heimspielstätte des FC Eintracht Rheine ist die BA.rena. Das Stadion wurde im Jahre 1961 eröffnet und hieß bis 2002 Stadion Delsen. Von 2002 bis 2010 trug die Spielstätte den Namen Auto-Senger-Stadion und von 2010 bis 2019 OBI Arena. Die BA.rena hat eine Kapazität von 3000 Plätzen, davon sind 400 Sitz- und 300 Stehplätze überdacht. Die Jugendmannschaften tragen ihre Spiele größtenteils im VR-Bank Stadion am Uhlenhook in Wadelheim aus.

## Kritik an Entwicklung des Amateurfußball
Anlässlich der angekündigten Insolvenz des FC Gütersloh 2000 veröffentlichte der FC Eintracht einen kritischen Kommentar zur Entwicklung des Amateurfußballs, welcher viel Resonanz verursachte. Der Verein beklagt in der Stellungnahme die Häufung von Zahlungsunfähigkeiten von Oberligisten und erklärt:
„Während im internationalen Profifußball hohe Millionenbeträge für durchschnittliche Fußballer (Julian Draxlers Transfer zu Paris als aktueller Gipfel des Wahnsinns) gezahlt werden, TV-Gelder in schwindelerregende Höhen steigen, Millionen von Zuschauern in die Multi-Funktionsarenen pilgern, bleibt der Amateursport brutal auf der Strecke.“
Des Weiteren kritisiert der Verein die Sonntagsspiele der Bundesligisten, hohe Verbandsanforderungen sowie -abgaben und die zunehmende Schwierigkeit Ehrenamtliche für den Amateursport zu gewinnen.
Der Kommentar wurde von vielen Medien und Liga-Kontrahenten geteilt und rezitiert. Im Fußballmagazin 11Freunde äußerte sich der sportliche Leiter und Kommentarverfasser Sebastian Kockmann, dass das Stoppen der Entwicklung eine gesamtgesellschaftliche Aufgabe sei.